# Зелена лінія (метрополітен Монреаля)
Зелена лінія (метрополітен Монреаля) (англ. Green Line (Montreal Metro) фр. Ligne verte (métro de Montréal)) — одна з чотирьох ліній метрополітену в місті Монреаль, провінція Квебек, Канада.

## Історія
Перші 10 станцій відкриті у 1966 році входили до першої черги будівництва метро у місті. Другу чергу лінії почали будувати в рамках підготовки до проведення літніх Олімпійських ігор 1976 року, ділянку з 9 станцій відкрили за шість тижнів до початку змагань. Наступне розширення лінії сталося у 1978 році, після чого нових станцій на лінії не відкривали.

## Лінія
Маршрут лінії проходить з північного сходу на південний захід через центр міста. Працює по буднях та у неділю з 5:30 до 0:35, у суботу працює до 1:05. Інтервал руху по буднях починається від 3 хвилин у години пік до 10 хвилин в інший час, у вихідні інтервал складає 6 — 12 хвилин.

## Станції
Всі станції на лінії підземні, переважна більшість станцій мають берегові платформи. Станції з південного заходу на північний схід.
| Зелена лінія      |                    |                                               |                                                                       |                    |                |        |
| Назва українською | Назва англійською  | Пересадка                                     | Координати                                                            | Глибина закладення | Дата відкриття | Вигляд |
| «Ангріно»         | «Angrignon»        |                                               | 45°26′46″ пн. ш. 73°36′13″ зх. д. / 45.44611° пн. ш. 73.60361° зх. д. | 4,3 м              | 3 вересня 1978 |        |
| «Монк»            | «Monk»             |                                               | 45°27′05″ пн. ш. 73°35′35″ зх. д. / 45.45139° пн. ш. 73.59306° зх. д. | 18,3 м             | 3 вересня 1978 |        |
| «Джолікуєр»       | «Jolicoeur»        |                                               | 45°27′24″ пн. ш. 73°34′55″ зх. д. / 45.45667° пн. ш. 73.58194° зх. д. | 4,6 м              | 3 вересня 1978 |        |
| «Вердан»          | «Verdun»           |                                               | 45°27′34″ пн. ш. 73°34′18″ зх. д. / 45.45944° пн. ш. 73.57167° зх. д. | 21,9 м             | 3 вересня 1978 |        |
| «Де Л'Ігліс»      | «De L'Église»      |                                               | 45°27′46″ пн. ш. 73°34′01″ зх. д. / 45.46278° пн. ш. 73.56694° зх. д. | 19,8 м /25,6 м     | 3 вересня 1978 |        |
| «Ла Саль»         | «LaSalle»          |                                               | 45°28′15″ пн. ш. 73°33′59″ зх. д. / 45.47083° пн. ш. 73.56639° зх. д. | 9,8 м              | 3 вересня 1978 |        |
| «Шарлевуа»        | «Charlevoix»       |                                               | 45°28′42″ пн. ш. 73°34′10″ зх. д. / 45.47833° пн. ш. 73.56944° зх. д. | 24,4 м / 29,6 м    | 3 вересня 1978 |        |
| «Ліонель-Гроуль»  | «Lionel-Groulx»    | Помаранчева лінія (кросплатформова пересадка) | 45°28′58″ пн. ш. 73°34′47″ зх. д. / 45.48278° пн. ш. 73.57972° зх. д. | 12,5 м/ 16,5 м     | 3 вересня 1978 |        |
| «Етвотер»         | «Atwater»          |                                               | 45°29′23″ пн. ш. 73°35′10″ зх. д. / 45.48972° пн. ш. 73.58611° зх. д. | 7,6 м              | 14 жовтня 1966 |        |
| «Гай-Конкордія»   | «Guy-Concordia»    |                                               | 45°29′42″ пн. ш. 73°34′48″ зх. д. / 45.49500° пн. ш. 73.58000° зх. д. | 19,2 м             | 14 жовтня 1966 |        |
| «Піл»             | «Peel»             |                                               | 45°30′03″ пн. ш. 73°34′29″ зх. д. / 45.50083° пн. ш. 73.57472° зх. д. | 10,7 м             | 14 жовтня 1966 |        |
| «Мак Гілл»        | «McGill»           |                                               | 45°30′14″ пн. ш. 73°34′18″ зх. д. / 45.50389° пн. ш. 73.57167° зх. д. | 10,7 м             | 14 жовтня 1966 |        |
| «Плейс-дес-Артс»  | «Place-des-Arts»   |                                               | 45°30′29″ пн. ш. 73°34′07″ зх. д. / 45.50806° пн. ш. 73.56861° зх. д. | 11,6 м             | 14 жовтня 1966 |        |
| «Сен-Лоран»       | "Saint-Laurent "   |                                               | 45°30′39″ пн. ш. 73°33′53″ зх. д. / 45.51083° пн. ш. 73.56472° зх. д. | 9,1 м              | 14 жовтня 1966 |        |
| «Бері-UQAM»       | «Berri-UQAM»       | Помаранчева лінія Жовта лінія                 | 45°30′55″ пн. ш. 73°33′40″ зх. д. / 45.51528° пн. ш. 73.56111° зх. д. | 16,8 м             | 14 жовтня 1966 |        |
| «Бодрай»          | «Beaudry»          |                                               | 45°31′08″ пн. ш. 73°33′21″ зх. д. / 45.51889° пн. ш. 73.55583° зх. д. | 25,9 м             | 21 грудня 1966 |        |
| «Папино»          | «Papineau»         |                                               | 45°31′25″ пн. ш. 73°33′08″ зх. д. / 45.52361° пн. ш. 73.55222° зх. д. | 21,6 м             | 14 жовтня 1966 |        |
| «Фронтенак»       | «Frontenac»        |                                               | 45°32′00″ пн. ш. 73°33′07″ зх. д. / 45.53333° пн. ш. 73.55194° зх. д. | 23,2 м             | 19 грудня 1966 |        |
| «Префонтейн»      | «Préfontaine»      |                                               | 45°32′30″ пн. ш. 73°33′16″ зх. д. / 45.54167° пн. ш. 73.55444° зх. д. | 12,2 м             | 6 червня 1976  |        |
| «Джольетт»        | «Joliette»         |                                               | 45°32′49″ пн. ш. 73°33′05″ зх. д. / 45.54694° пн. ш. 73.55139° зх. д. | 14,3 м             | 6 червня 1976  |        |
| «Пій-IX»          | «Pie-IX»           |                                               | 45°33′14″ пн. ш. 73°33′06″ зх. д. / 45.55389° пн. ш. 73.55167° зх. д. | 10,1 м             | 6 червня 1976  |        |
| «Віау»            | «Viau»             |                                               | 45°33′40″ пн. ш. 73°32′50″ зх. д. / 45.56111° пн. ш. 73.54722° зх. д. | 4,6 м              | 6 червня 1976  |        |
| «Ассомпшін»       | «Assomption»       |                                               | 45°34′09″ пн. ш. 73°32′49″ зх. д. / 45.56917° пн. ш. 73.54694° зх. д. | 19,2 м             | 6 червня 1976  |        |
| «Каділлак»        | «Cadillac»         |                                               | 45°34′37″ пн. ш. 73°32′48″ зх. д. / 45.57694° пн. ш. 73.54667° зх. д. | 12,2 м             | 6 червня 1976  |        |
| «Ланджелье»       | «Langelier»        |                                               | 45°34′58″ пн. ш. 73°32′35″ зх. д. / 45.58278° пн. ш. 73.54306° зх. д. | 14 м               | 6 червня 1976  |        |
| «Редіссон»        | «Radisson»         |                                               | 45°35′20″ пн. ш. 73°32′22″ зх. д. / 45.58889° пн. ш. 73.53944° зх. д. | 17,4 м             | 6 червня 1976  |        |
| «Хоноре-Боугранд» | «Honoré-Beaugrand» |                                               | 45°35′48″ пн. ш. 73°32′08″ зх. д. / 45.59667° пн. ш. 73.53556° зх. д. | 9,4 м              | 6 червня 1976  |        |

## Галерея

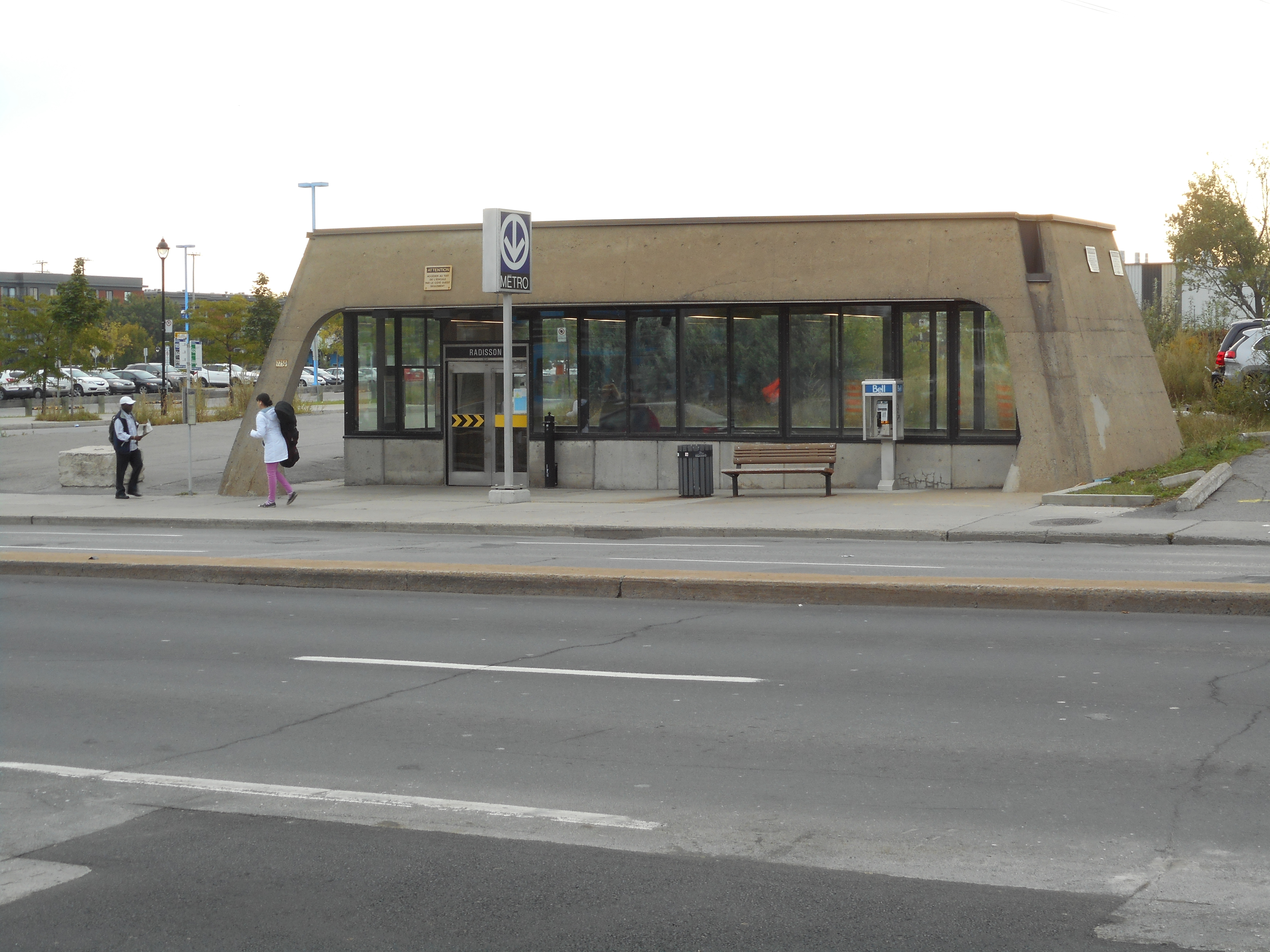
Вихід зі станції «Редіссон»
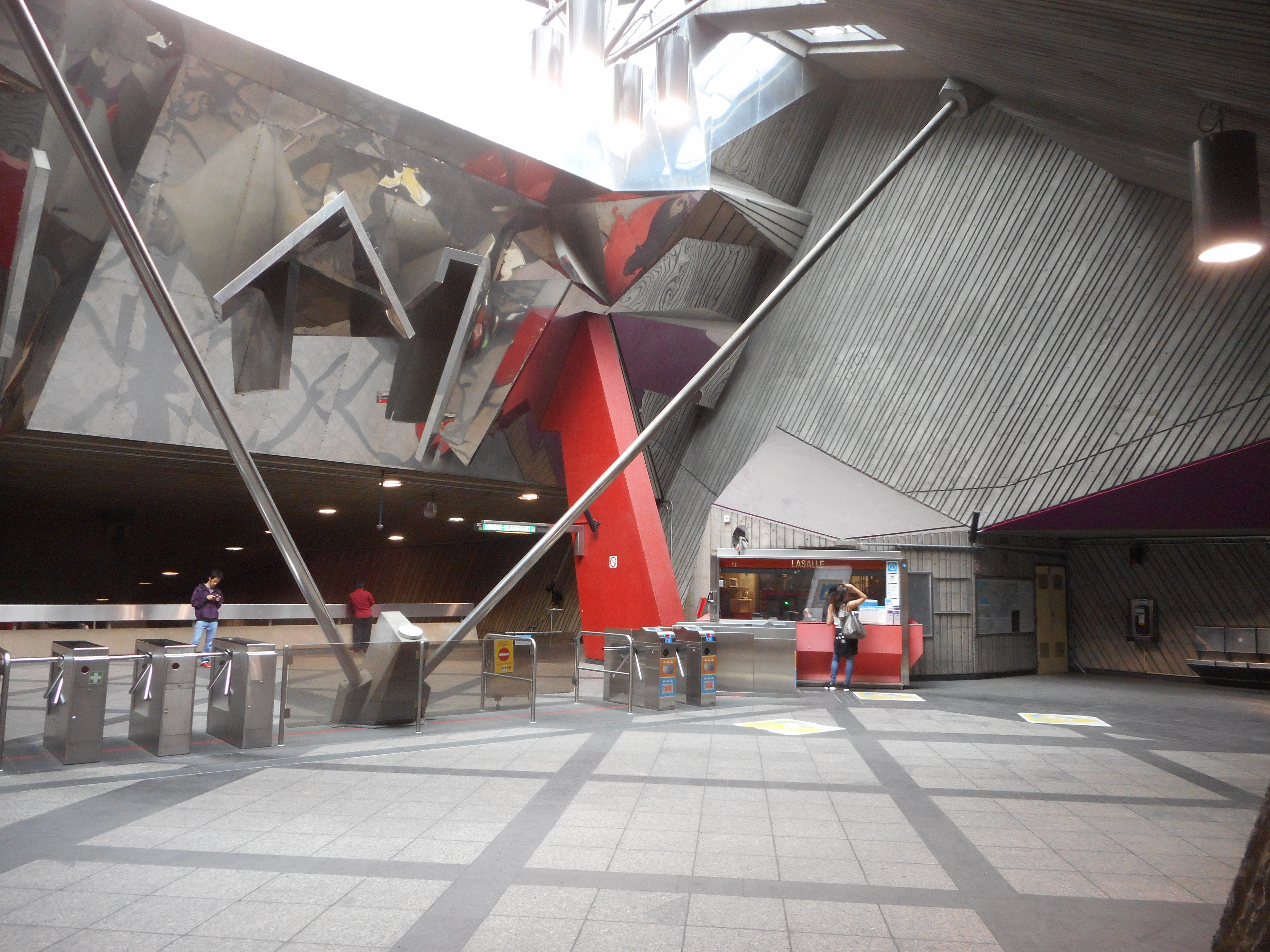
Турнікети на станції «Ла Саль»
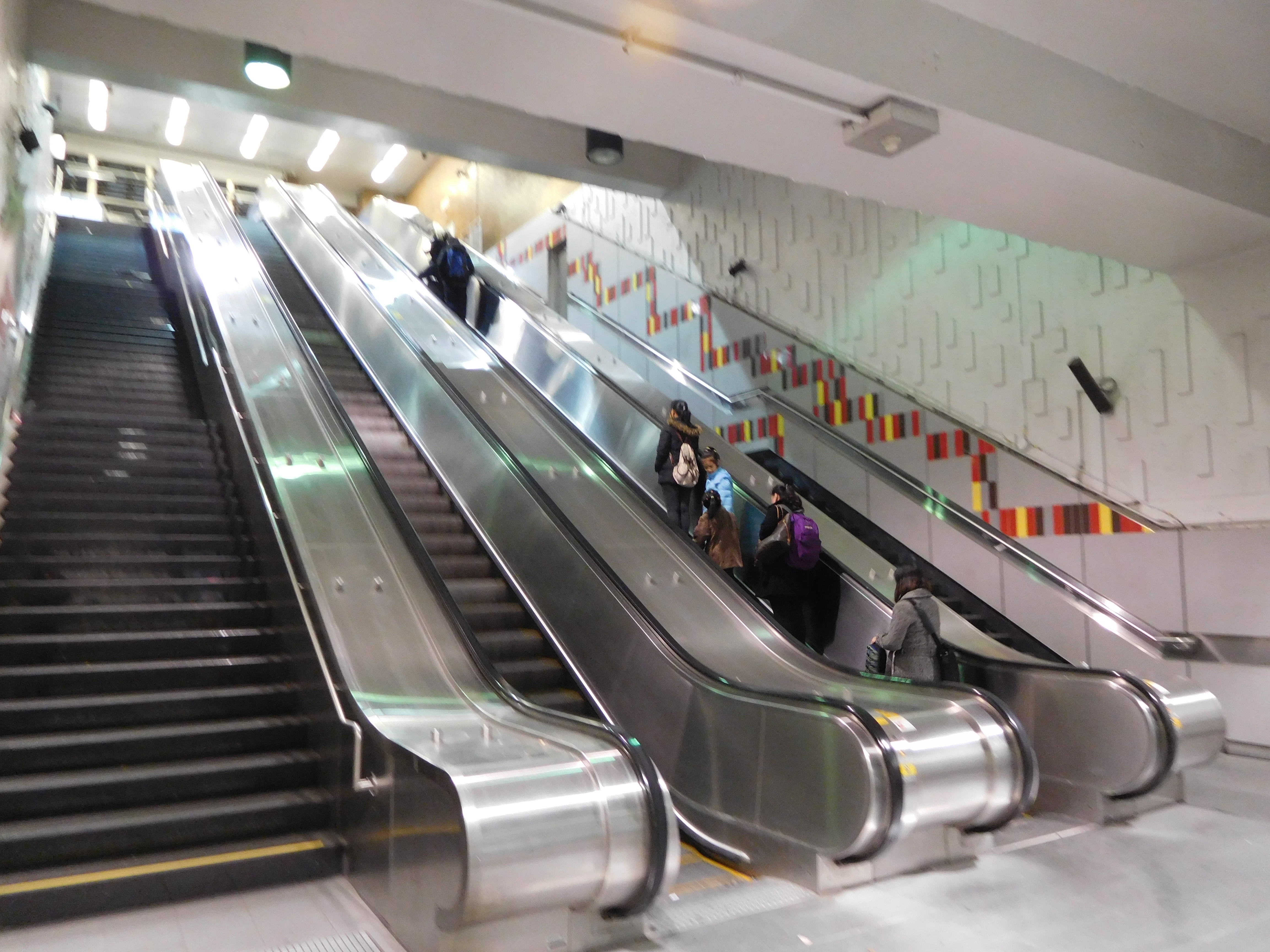
Ескалатори на станції «Гай-Конкордія»